# 林嘉政
林嘉政（1940年—），生於日治臺灣臺北州宜蘭郡員山（今宜蘭縣員山鄉），企業家。為林燈長子，曾任國產實業集團總裁。

## 生平
林嘉政出身宜蘭名門，為企業家林燈長子，其母為大房林雪玉。在林燈於1992年過世後，接管家族事業，任國產實業公司董事長。
1997年，林嘉政當選中國國民黨中央委員，任兩岸交流遠景基金會董事。同年，國民黨營的中央投資公司，投資新台幣20億元，取得國產實業公司10%股份，間接持股復興航空。之後增資至35億，持有15%股份。
於1997年至1998年發生的亞洲金融風暴，使國產實業集團投資遭受損失。其名下的復興航空虧損持續擴大，林嘉政在復興航控採取機師減薪等方案，減低人事成本。
1999年，以集團資產向台塑公司王永慶買下台亞投資名下的泛亞電信股票，國產實業集團成為泛亞電信最大股東，林嘉政出任泛亞電信董事長。
2000年，林嘉政將泛亞電信股份全數出售給遠傳電信，退出電信市場。同年底，因集團過度擴張，以及復興航空虧損造成資金問題，林嘉政宣布個人破產，以解決債務問題。此後退休，辭去在國產集團中的所有職務，國產實業集團由其弟林孝信接手。
2002年，中央投資公司以5億元出售國產實業股票，帳面虧損30億元。

## 家庭
其妻鄭淑貞，長子林谷峻。